# William Osgoode
William Osgoode, né en mars 1754 et mort le 17 janvier 1824 à Londres, est un juriste britannique.

## Œuvres
- 1779 : Remarks on the Law of Descent